# Pompejanum
 (mai 2017).
Si vous disposez d'ouvrages ou d'articles de référence ou si vous connaissez des sites web de qualité traitant du thème abordé ici, merci de compléter l'article en donnant les références utiles à sa vérifiabilité et en les liant à la section « Notes et références ».
Le Pompejanum (ou Pompeiianum) est la réplique d'une villa romaine antique, la maison des Dioscures de Pompéi. Le Pompejanum est situé à Aschaffenbourg en Bavière (République fédérale d'Allemagne).
La construction, commanditée par Louis Ier de Bavière, débuta en 1840 et se termina en 1848. Gravement endommagé pendant la Seconde Guerre mondiale, le bâtiment a été restauré après 1960 et a retrouvé son aspect du XIXe siècle.

## Localisation
Le Pompejanum est construit sur la rive du Main, à Aschaffenburg, dans le district de Basse-Franconie, dans le land de Bavière en République fédérale d'Allemagne. La villa, qui se trouve à proximité du château de Johannisburg, est entourée d'un jardin méditerranéen créé au moment de sa construction, de manière à représenter l'environnement naturel de la région de Pompéï, en Campanie (Italie).

## Histoire
La construction du Pompejanum a été décidée par Louis Ier de Bavière et réalisée entre 1840 et 1848 sur les plans de l'architecte de la cour de Bavière, Friedrich von Gärtner. L'édifice, qui se veut une réplique parfaite d'une riche villa romaine, est bâti dans une période d'enthousiasme pour l'Antiquité romaine à l'échelle de toute l'Europe.
Louis Ier avait visité l'Italie dans sa jeunesse et s'était rendu à Pompéi en 1804. Romantique, il avait été séduit par les restes de la ville romaine et les beautés italiennes. Sensible à l'harmonie dégagée par les ruines qui lui paraissaient refléter un idéal antique, il rapprochait celui-ci d'une autre période idéalisée, celle du Moyen Âge allemand perçu comme un âge d'or.
Le roi témoignait également d'un précoce souci de conservation du patrimoine : observant que les vestiges de la cité du Vésuve se situaient à l'air libre, il s'inquiétait de leur dégradation à venir. C'est donc avec une réelle volonté de préservation qu'il décida l'édification du Pompejanum qu'il souhaitait être une réplique à l'identique des villas romaines qui l'avaient particulièrement ému. Il était notamment sensible à l'harmonie des couleurs ainsi qu'à la pureté du dessin des édifices et des fresques.
Enfin, l'inscription de la Bavière dans la continuité de l'Empire romaine revêtait, en ces temps de concurrence avec le voisin prussien, une forte signification politique d'affirmation nationale, d'ancienneté et d'indépendance.

## Conception

### Une copie fidèle
Le roi demande à Gärtner de concevoir une réplique de la maison des Dioscures (maison de Castor et Pollux) qui venait d'être découverte. Il se rend sur place avec lui le 18 février 1839. L'architecte étudie minutieusement son modèle, dans le plus grand secret : mosaïques, peintures, architecture, polychromie.
Le choix du lieu d'implantation résulte lui aussi d'une étude minutieuse. Il ressemblerait, selon les contemporains, au golfe de Naples.
Le plan de la maison des Dioscures est scrupuleusement respecté dans le Pompejanum. Toutefois le climat et les exigences des hommes de l'Antiquité romaine et de ceux du XIXe siècle allemand ont contraint Gärtner à compléter l'édifice par deux étages situés en retrait du rez-de-chaussée pour doter la villa des commodités modernes.
La décoration intérieure reproduit fidèlement des fresques pompéiennes, dont certaines de la maison des Dioscures ainsi que d'autres éléments de décor de la maison modèle. Une attention particulière est portée à la polychromie. En 1844, le peintre Joseph Schlottauer accompagne ainsi le roi et son architecte à Pompéi pour veiller à la conformité des couleurs utilisées dans la réplique.
Le Pompejanum est entouré d'un jardin destiné à parfaire l'impression, il accueille des essences typiques de l'Italie du sud : citronniers, amandiers, figuiers, etc.

### Des techniques elles aussi reproduites
L'attention portée à la reproduction de l'original se déploie également dans le domaine des techniques de réalisation.
C'est ainsi que lors de son voyage en 1844 Schlottauer a également pour consigne d'étudier la « stéréochromie » des monuments antiques, c'est-à-dire les techniques de fixation des couleurs.
De même des artisans bavarois sont envoyés se former aux techniques de la mosaïque auprès d'artisans italiens, parmi les plus célèbres de Rome.
Le mobilier et les accessoires sont constitués de copies rigoureuses des originaux conservés dans les musées napolitains et réalisées par des artisans locaux, les bustes reproduisent des œuvres romaines conservées à la glyptothèque de Munich.
Malgré le soin mis à leur réalisation, les décors se sont révélés nettement moins résistants que les originaux pompéiens, rendant nécessaires des restaurations dès la fin du XIXe siècle.

## Les destructions de la Seconde Guerre mondiale
Le Pompejanum est fortement dégradé par des bombardements intervenus durant la Seconde Guerre mondiale. Longtemps à l'abandon, les premières restaurations débutent en 1960 et le Pompejanum est à nouveau ouvert au public en 1995.

Certaines salles n'ont toutefois pas été restaurées, afin de conserver le souvenir des dommages du conflit, ce qui fait dire à Béatrice Robert-Boissier :
« Les fresques aux couleurs passées semblent désormais d'authentiques peintures pompéiennes vieillies par les siècles. »
En 2018, un morceau de buste provenant du Pompejanum est retrouvé par hasard dans une brocante du Texas. Selon le musée d'art de San Antonio où il a ensuite été brièvement exposé, il pourrait s'agir d'un buste de Sextus Pompée. Le buste est retourné en Bavière en mai 2023.

## Le Pompejanum aujourd'hui
Le Pompejanum est géré par l'administration des châteaux, jardins et lacs de l'État bavarois et est ouvert au public de mars à octobre.
Depuis 1994, il présente des pièces romaines appartenant aux collections de la glyptothèque et de la collection des antiquités de l'État de Munich.

## Ressources
- Das Pompejanum in Aschaffenburg: Amtlicher Führer von Werner Helmberger und Raimund Wünsche (German),  (ISBN 978-3-932982-69-9)
- Simon, E.: Das Pompejanum in Aschaffenburg und seine Vorbilder in Pompeji (German). Aschaffenburger Jahrbuch 6, 1979, pp. 423-428
- Pompéï, les doubles vies de la cité du Vésuve, Béatrice Robert-Boissier, collection « Biographies et Mythes historiques », édition Ellipses 334 p., 16 pl., 2011.  (ISBN 978-2-7298-6635-8), également disponible en poche sous l' (ISBN 978-2-340-01453-4). Le Pompejanum est abordé aux pages 236 à 239 de l'édition poche.